# 1901 în științifico-fantastic
- 1900 în științifico-fantastic — 1901 în științifico-fantastic — 1902 în științifico-fantastic

1901 în științifico-fantastic a implicat o serie de evenimente:

## Nașteri și decese

### Nașteri
- Otto Basil (d. 1983)
- Frank Belknap Long (d. 1994)
- John Collier (d. 1980)
- Heinrich Hauser (d. 1955)
- Freder van Holk (Pseudonym von Paul Alfred Müller; d. 1970)
- Paul Alfred Müller (d. 1970)
- Ed Earl Repp (d. 1979)

### Decese
- Walter Besant (n. 1836)
- Karl Friedrich Biltz (n. 1830)

## Cărți

### Romane
- Erewhon Revisited, roman satiric de Samuel Butler
- Primii oameni în Lună de H. G. Wells, publicat ca volum cu copertă dură
- Intermere, roman utopic de William Alexander Taylor
- Închipuirile lui Jean-Marie Cabidoulin de Jules Verne
- A Honeymoon in Space (O lună de miere în spațiu) de George Griffith
- The Master Key: An Electrical Fairy Tale de L. Frank Baum (care a publicat în 1900 Vrăjitorul din Oz)
- The Purple Cloud este un roman având tema "ultimul om" de scriitorul britanic M. P. Shiel

### Colecții de povestiri
- American Fairy Tales, povestiri fantastice de L. Frank Baum

### Povestiri
- "A Dream of Armageddon" de H. G. Wells
- "The New Accelerator" de  H. G. Wells, publicată în The Strand Magazine

## Filme
| Titlu | Regizor | Distribuție | Țara | Sub-Gen /Note |
| ----- | ------- | ----------- | ---- | ------------- |
|       |         |             |      |               |